# Державне свято
Державне свято ― свято, офіційно-законодавчо встановлене в країні на честь події або особи, які мали виняткове історичне значення, суттєвий вплив на здобуття країною незалежності, розвиток державності та суверенітету, та які засвідчують тяглість державотворчих і демократичних традицій. 

## Статус
Поняття «державне свято» попри широку вживаність практично не має наукової й законодавчої конкретизації, жоден із законів України не дає такого визначення. 
Згідно зі статтею 92 Конституції України державні свята можуть встановлюватися виключно законами України. Виходячи із цього положення єдиним державним святом в Україні є День Конституції України встановлений статтею 161 Основного Закону України. Інші свята встановлено постановами Верховної Ради України, указами Президента України або залишилися у спадок від УРСР та визначаються Кодексом Законів про працю України, ухваленим ще у 1971 році . 
З політологічної думки кожне свято є політичним символом з відповідними функціями:
1. Функція експресії ― провокування емоцій, здатних повністю перейнятися суттю свята.
2. Комунікаційна функція ― передача абстрактних цінностей, апелюючи до напівсвідомих асоціацій, оминаючи складну вербалізацію.
3. Пізнавальна функція формує уявлення про практично неосяжні грані певного факту, покладеного в основу свята.
4. Функція контролю ― передбачає зіставлення реальних або гіпотетичних зразків із загальновизнаними символами-авторитетами[1].

Система державних свят є маркером державницьких цінностей та складовою гуманітарної безпеки. 
Державні свята можуть бути неробочими або робочими днями.